# Hermine d'Anhalt-Bernbourg-Schaumbourg-Hoym
 (juillet 2013).
Si vous disposez d'ouvrages ou d'articles de référence ou si vous connaissez des sites web de qualité traitant du thème abordé ici, merci de compléter l'article en donnant les références utiles à sa vérifiabilité et en les liant à la section « Notes et références ».
Hermine d'Anhalt-Bernbourg-Shaumbourg, est née le 2 décembre 1797 à Hoym en Allemagne, et est morte le 14 septembre 1817 à Buda.

## Famille
Elle est la fille du prince Victor II d'Anhalt-Bernbourg-Shaumbourg (1767-1812) et d'Amélie de Nassau-Weilbourg (1776-1841).

### Mariage et descendance
Le 30 août 1815, à Schaumbourg, elle épousa Joseph de Habsbourg-Lorraine.
De cette union naîtront des jumeaux :
- Hermine Marie Amélie de Habsbourg-Lorraine (1817-1842), qui entre dans les ordres ;
- Étienne de Habsbourg-Lorraine (1817-1867), comte palatin de Hongrie (1817-1867)[3].

## Biographie

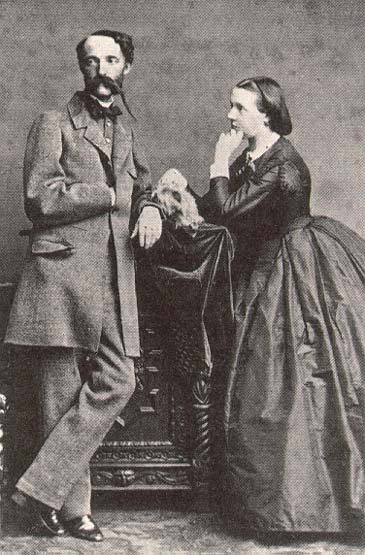
L'archiduc Étienne de Habsbourg-Lorraine, fils de la princesse Hermine de Saxe-d'Anhalt-Bernbourg-Schaumbourg et sa demi-sœur Marie-Henriette.

Le 30 août 1815, la princesse Hermine d'Anhalt-Berbourg-Schaumbourg épouse Joseph de Habsbourg-Lorraine, archiduc d'Autriche, vice-roi de Hongrie et veuf d'Alexandra Pavlovna de Russie. Le couple vécut au château de Buda et au château d'Alcsúti. Le 14 septembre 1817, la jeune princesse âgée de 19 ans donna naissance à des jumeaux. Peu de temps après la princesse décéda d'une fièvre puerpérale comme la première épouse de l'archiduc Joseph. 

### Inhumation
De confession protestante, la princesse Hermina d'Anhalt-Bernbourg-Schaumbourg fut inhumée dans la crypte de l'église calviniste de Budapest. En mars 1838, une partie de Budapest fut inondée dont la crypte où reposait le corps de l'archiduchesse. À la hâte, sa dépouille fut transférée dans la crypte du château de Buda. 
En 1970, la tombe de l'archiduchesse fut pillée et saccagée par des inconnus. En 1980, le professeur de biologie hongrois, Stephen Kiszely (1932-) restaura sa tombe, aujourd'hui, elle peut être visitée dans son état originel

## Généalogie
Hermine d'Anhalt-Bernbourg-Schaumbourg est la petite-fille de Charles-Frédéric d'Anhalt-Bernbourg et l'arrière-petite-fille de Victor Ier d'Anhalt.